# Яков Суша
Яков Суша (в миру Иван; 1610, Минск — 4 марта 1687 или 1685, Холм) — религиозный деятель, униатский (греко-католический) епископ Холмский; преподаватель философии и богословия в различных монастырях и генерал базилиан; автор сочинений на латыни.

## Религиозная деятельность
1 ноября 1626 года поступил в базилианский монастырь в Минске, где принял монашеское имя Яков. С 1627 по 1636 год обучался в Браунсбергской коллегии, затем поступил в Оломоуцкую, где завершил обучение. 
В сан священника был рукоположён в 1636 году, с 1639 года преподавал философию и богословие в Холмской базилианской коллегии, в 1641 году был назначен ректором этого учреждения. 
С 1639 года был администратором Холмского епископата, с 27 февраля 1652 года утверждён королём епископом Холмско-белжским. В 1661 году был на Жировицком сходе избран «генералом базилианцев», впоследствии был архимандритом Жидичинского монастыря на Волыни. 
С 1664 по 1666 год исполнял обязанности делегата греко-католического епископата в Риме; благодаря его усилиям папа Александр VII в итоге признал киевским митрополитом Гавриила Коленду.

## Издания
Помимо религиозной деятельности занимался историческими исследованиями Холмской земли, в том числе изучением истории иконы Холмской Богородицы, результатом чего стала книга «Феникс, в третий раз возрожден, или весьма древняя икона Холмской Богоматери Девы, славой ласк и чудес прославленная, трудом всесветлейшего и достопочтенный Якова Суши, греческого обряда епископа Холмского и Белзького, архимандрита Жидичинского третий прославленная» (1646, Замостье, на латинском языке, как и все труды Суши). Впоследствии эта работа была переиздана четырежды: в Львове, Замостье и Бердичеве соответственно в 1653, 1648, 1689 и 1780 годах.
Другие работы:
- «Saulus et Paulus ruthenae unionis sanguine beati Josaphati transformatus sive Meletius Smotricius» (Рим, 1656) — интересные сведения о положении западнорусской грекокатолической церкви и русской литературы того времени;
- «Cursus vitae et certamen martirii B. Josaphati Kuncevii» (Рим, 1645).